# Сан Луиджи дей Франчези
Сан Луиджи дей Франчези (на италиански: San Luigi dei Francesi) е титулярна католическа базилика в Рим, Италия, разположена близо до Пиаца Навона. Намира се недалеч от Палацо Фарнезе, дворец в Рим, в който от повече от столетие се помещава Посолството на Франция.

## История
Църквата е построена през 1518—1589 г. като национална църква на французите, живеещи в Рим и е посветена на канонизирания за светец крал на Франция Свети Луи (Сен Луи). Проектът на фасадата е работа на Джакомо дела Порта. Сред забележителностите на църквата са капелата „Санта Чечилия“, изписана от Доменикино и капелата „Сан Матео“, изписана от Караваджо.

## Галерия
- Призоваването на апостол Матей, Караваджо
- Свети Матей и ангелът, Караваджо
- Мъченичеството на свети Матей, Караваджо